# 로미나 (가수)
로미나(1988년 1월 13일 ~ )는 대한민국에서 활동하는 독일의 가수, 배우다.

## 방송
- 전국노래자랑 (2012) - 경기도 고양시 편 장려상, 상반기 결선 인기상
- 가요무대
- 가족을 지켜라 (2015) - 미나 역
- 트롯 전국체전 (2020) - Top87
- 키스 넘버 나인 (2021) - 진행
- 나도 대한민국 가수다 (2022)
- 이로운 사기 (2023) - 독일어 하는 파티녀 역 (12회)
- 눈물의 여왕 (2024) - 독일 병원 간호사 역 (15회)

## 음반
- 상사화 (2018)
- 아름답송 (2019)
- 나 오늘 취할래요 (2023)
- 트로트가 좋아 (2025)

## 공연
- 이미자 孝 음악회 (2016)
- 2016 이미자 송년 디너쇼 (2016)
- 2017 이미자 孝 콘서트 (2017)
- 이미자 콘서트 (2018)
- 노래인생 60년 기념 이미자 음악회 (2021)